# Ḥaʼil regionális repülőtér
A Ḥaʼil regionális repülőtér (arab nyelven:) (IATA: HAS, ICAO: OEHL) Szaúd-Arábia egyik nemzetközi repülőtere, mely Ha'il közelében található. Üzemeltetője a General Authority of Civil Aviation. Éves utasforgalma 801 000 fő (2015).

## Forgalom
Az utasforgalom az elmúlt években az alábbi módon változott:
| Utasok száma | 323 000 | 291 148 | 494 794 | 561 141 | 692 409 | 826 288 | 1 024 013 | 1 252 906 | 349 595 | 475 721 |
|              | 2009    | 2010    | 2012    | 2013    | 2014    | 2016    | 2017      | 2018      | 2020    | 2021    |

## Légitársaságok és célállomások
2023-ban a Ḥaʼil regionális repülőtérről az alábbi járatok indulnak:
| Légitársaság    | Célállomások                  |
| --------------- | ----------------------------- |
| Air Arabia      | Cairo, Sharjah                |
| flyadeal        | Dammam, Hofuf, Jeddah, Riyadh |
| flydubai        | Dubai–International           |
| Flynas          | Dammam, Riyadh                |
| Jazeera Airways | Kuwait                        |
| Nile Air        | Cairo                         |
| Saudia          | Dammam, Jeddah, Riyadh        |

## Futópályák
A repülőtér futópályái:
- 18/36 (3300 m, 45 m, aszfalt)